# Al-Haul
Al-Haul (arab. ‏الهول‎) – miejscowość w północno-wschodniej Syrii, w muhafazie Al-Hasaka.
Siedziba poddystryktu Al-Haul.

## Historia
W spisie z 2004 roku miejscowość Al-Haul liczyła 3409 mieszkańców.
Podczas wojny w Syrii miejscowość została zajęta w 2014 roku przez samozwańcze Państwo Islamskie (ISIS). W 2015, po skutecznej obronie Hasaki, kurdyjskie Powszechne Jednostki Ochrony i ich sojusznicy w ramach SDF przeszli do ofensywy w tym rejonie i zdobyli Al-Haul do 15 listopada 2015.
Pod kontrolą SDF-u przy Al-Haul rozrósł się największy w Syrii obóz uchodźców. Wśród jego mieszkańców znaleźli się Syryjczycy z wyludnionych przez działania wojenne miejscowości Hadżin i Al-Baghuz, ale też Irakijczycy, współpracownicy ISIS i rodziny terrorystów, w tym obcokrajowcy. W 2019 w obozowisku przebywało ponad 70 000 osób, zaś zewnętrznego bezpieczeństwa obozu strzegło 400 bojowników SDF. Wewnątrz uchodźcy rządzili się praktycznie sami, co powodowało liczne konflikty wszczynane przez osoby związane z ISIS. Z powodu ich agresywnej postawy, osoby związane z ISIS zostały przeniesione do osobnej, ogrodzonej części obozu.